# Тъндърстик
Тъндърстик (на английски: Thunderstick) е артистичен псевдоним на барабаниста Бари Греъм или Бари Пъркис (Barry Graham или Barry Purkis). Той е бил барабанист на британската хевиметъл група Айрън Мейдън за кратък период през 1977 г. След това участва в Samson. По време на концерти носел маска подобно на борец и понякога свирел в клетка. Краткия му престой в Айрън Мейдън се дължи на факта, че не можел да свири достатъчно добре пиян (на един концерт дори заспал по време на песен). Един от редките случаи, в които показва лицето си е във филма „Стоманен бицепс“, където свири играе главна роля, а зет му свири със Samson, представяйки се за него.